# Tenika Willison
Tenika Willison (Hamilton, 7 december 1997) is een Nieuw-Zeelands rugbyspeler.

## Carrière
Willison won met de ploeg van Nieuw-Zeeland tijdens de Olympische Zomerspelen van Tokio de olympische gouden medaille.

## Erelijst

### Rugby Seven
- Wereldkampioenschap  2018
- Olympische Zomerspelen:  2021